# César Valverde Vega

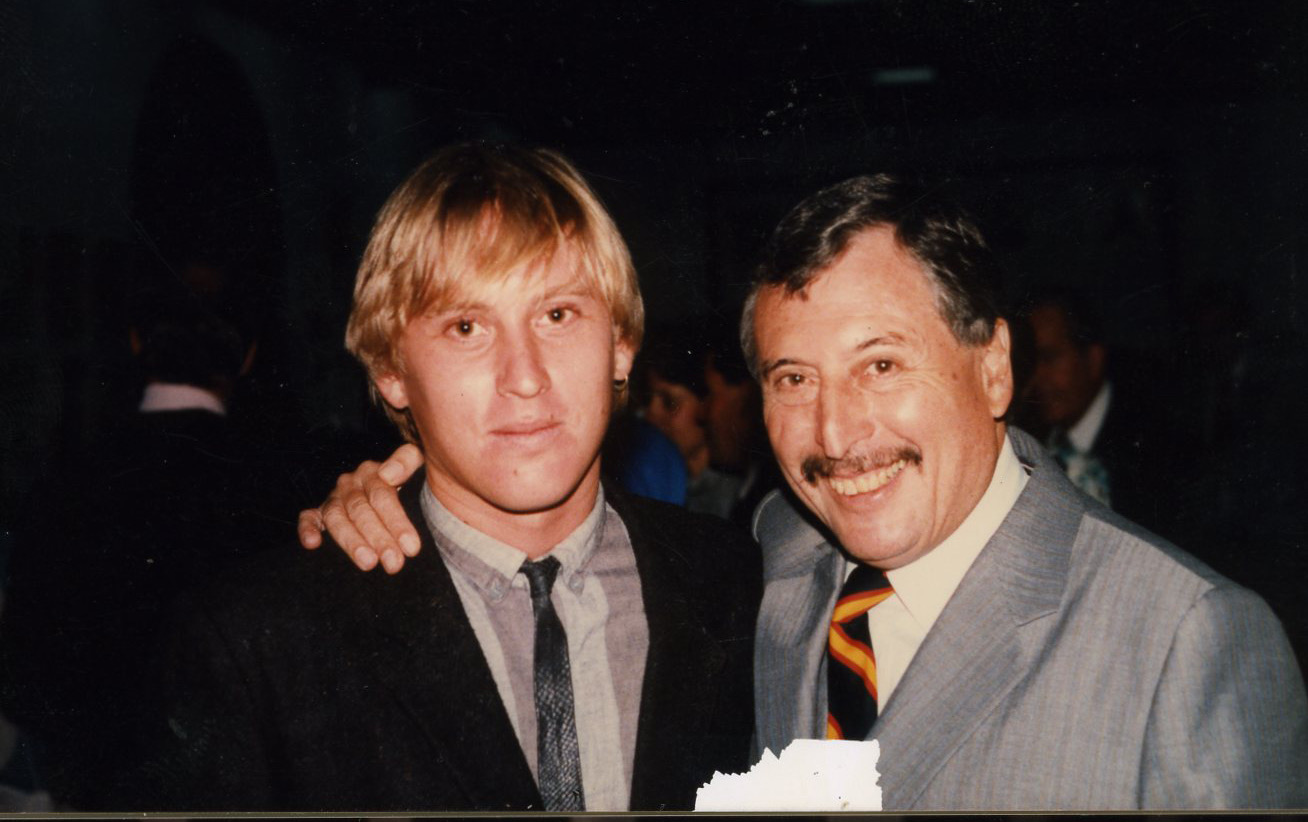
Con su hijo César, 1986

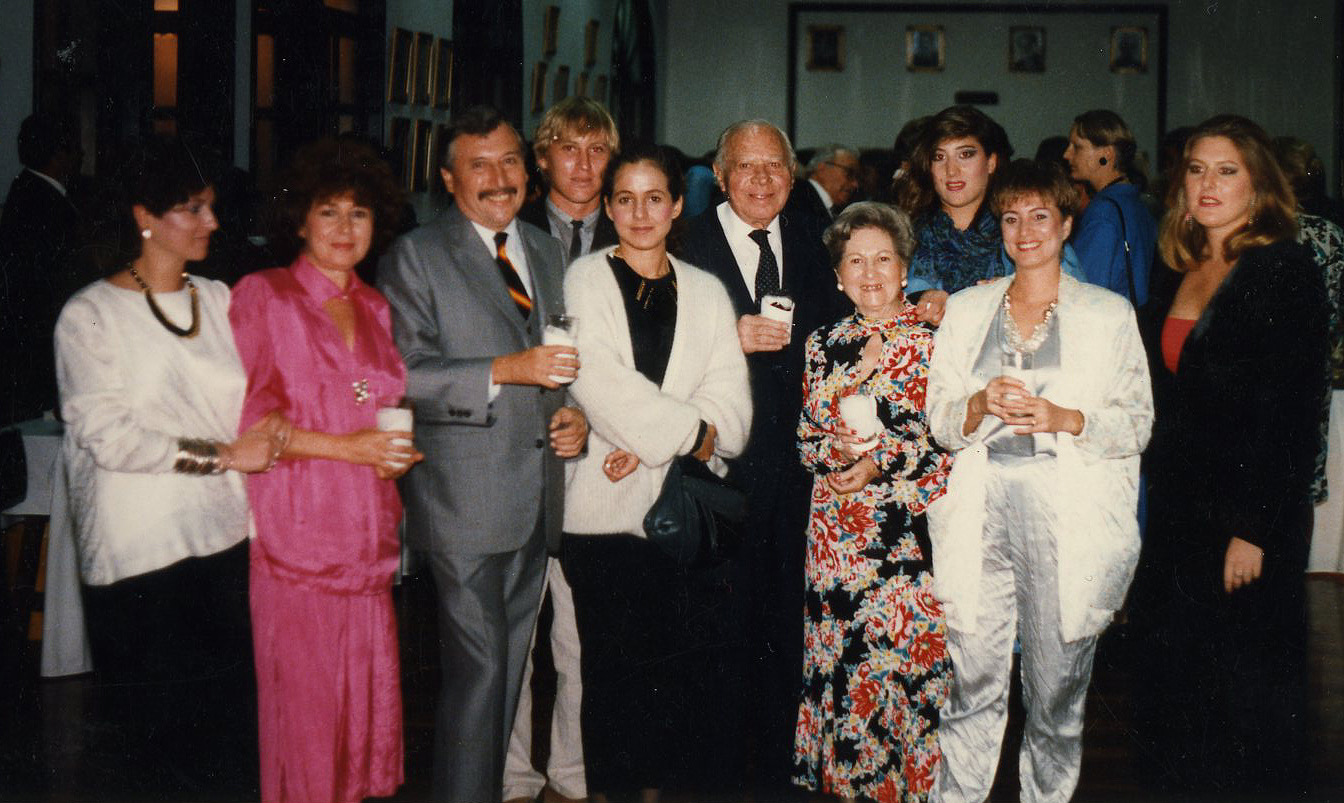
Con la familia en la Asamblea Legislativa, 1986

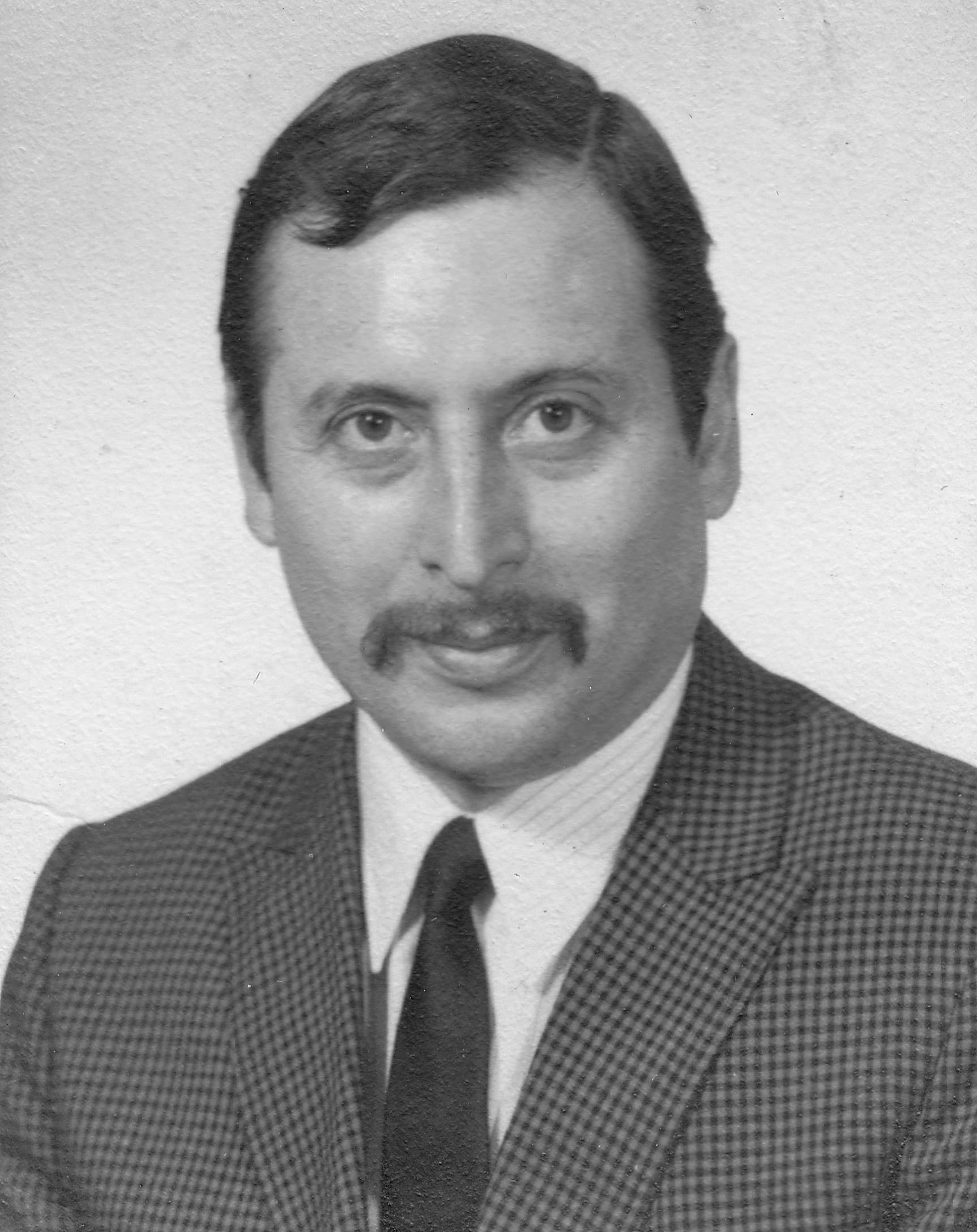

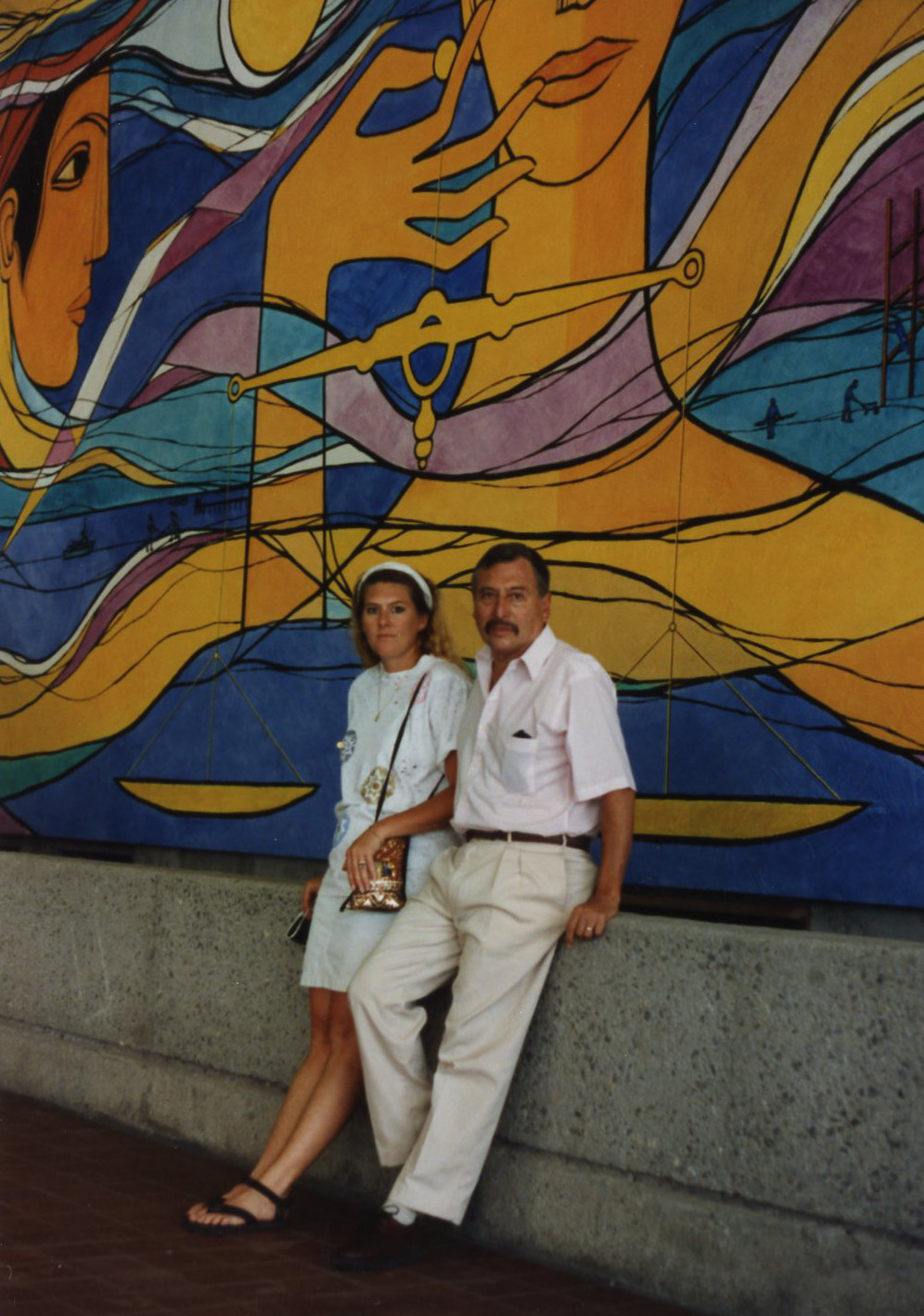
Con su hija Giovanna, Mural de la Contraloría

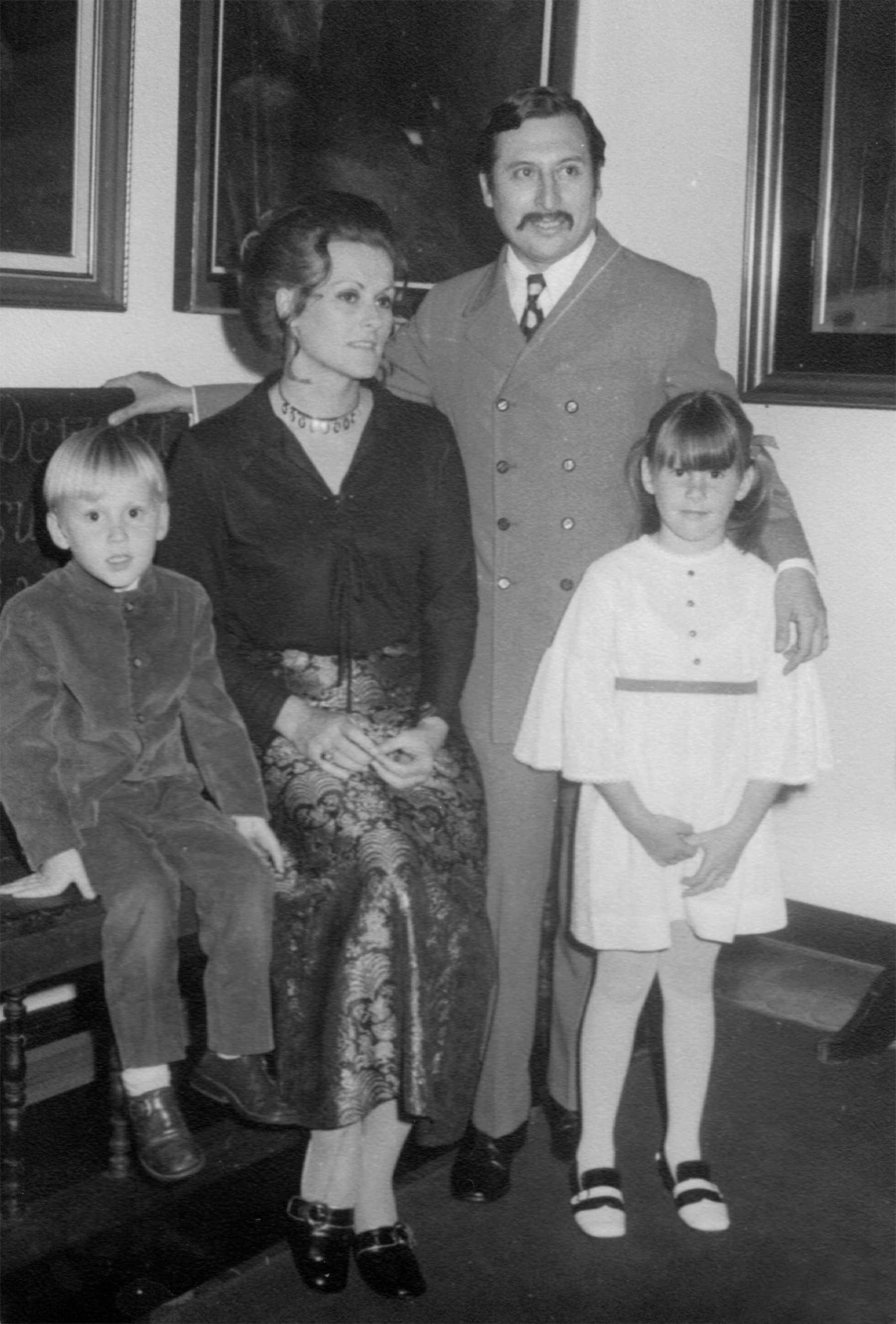
Museo Nacional, 1976

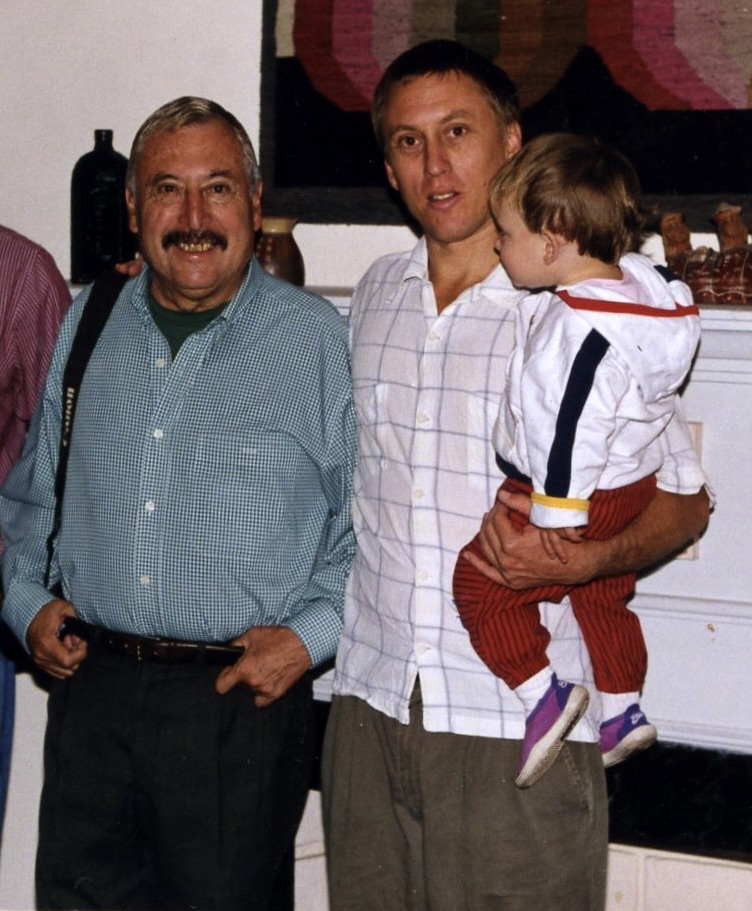
En Lima, Perú, 1998

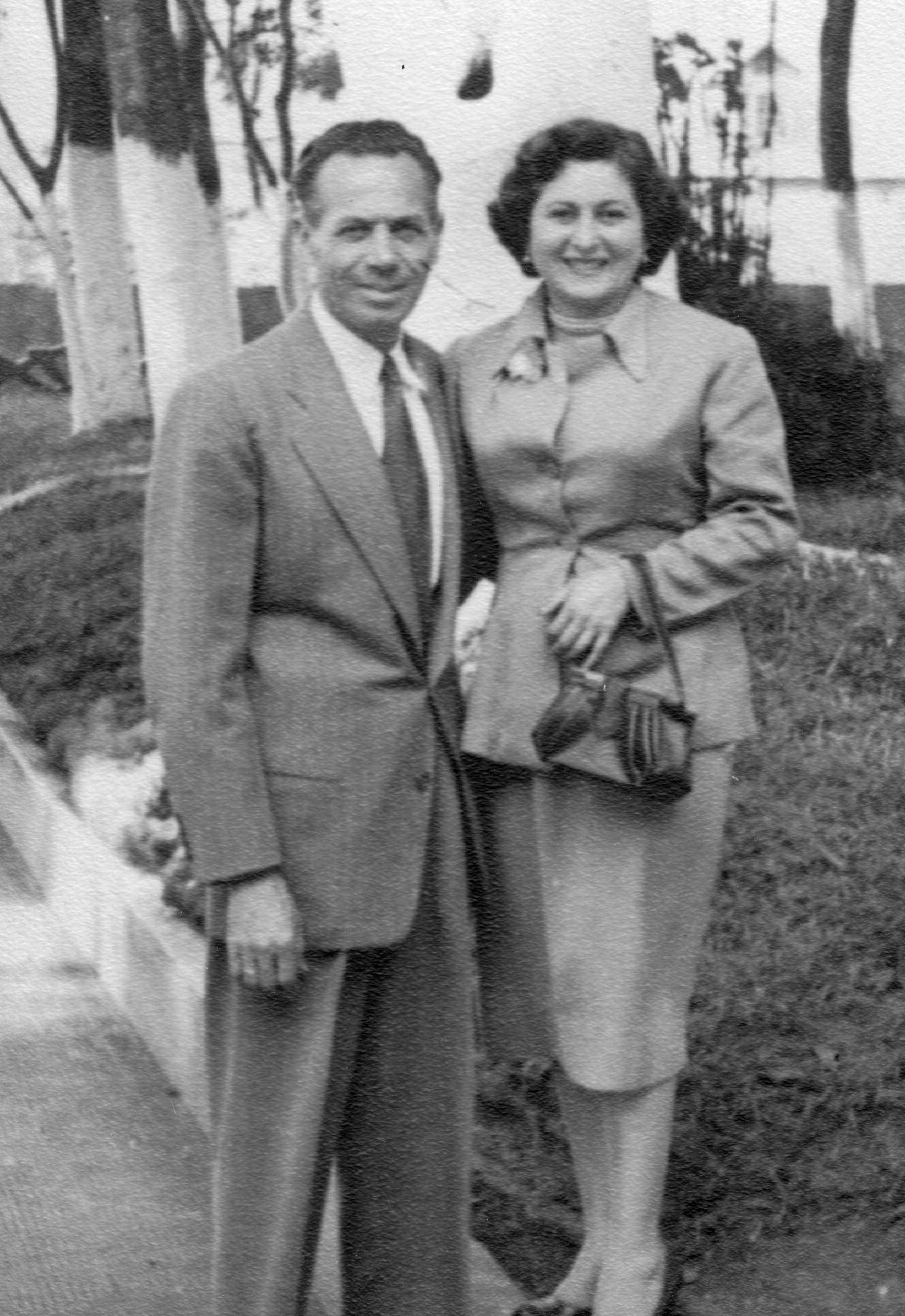
Sus padres, César y Hilma

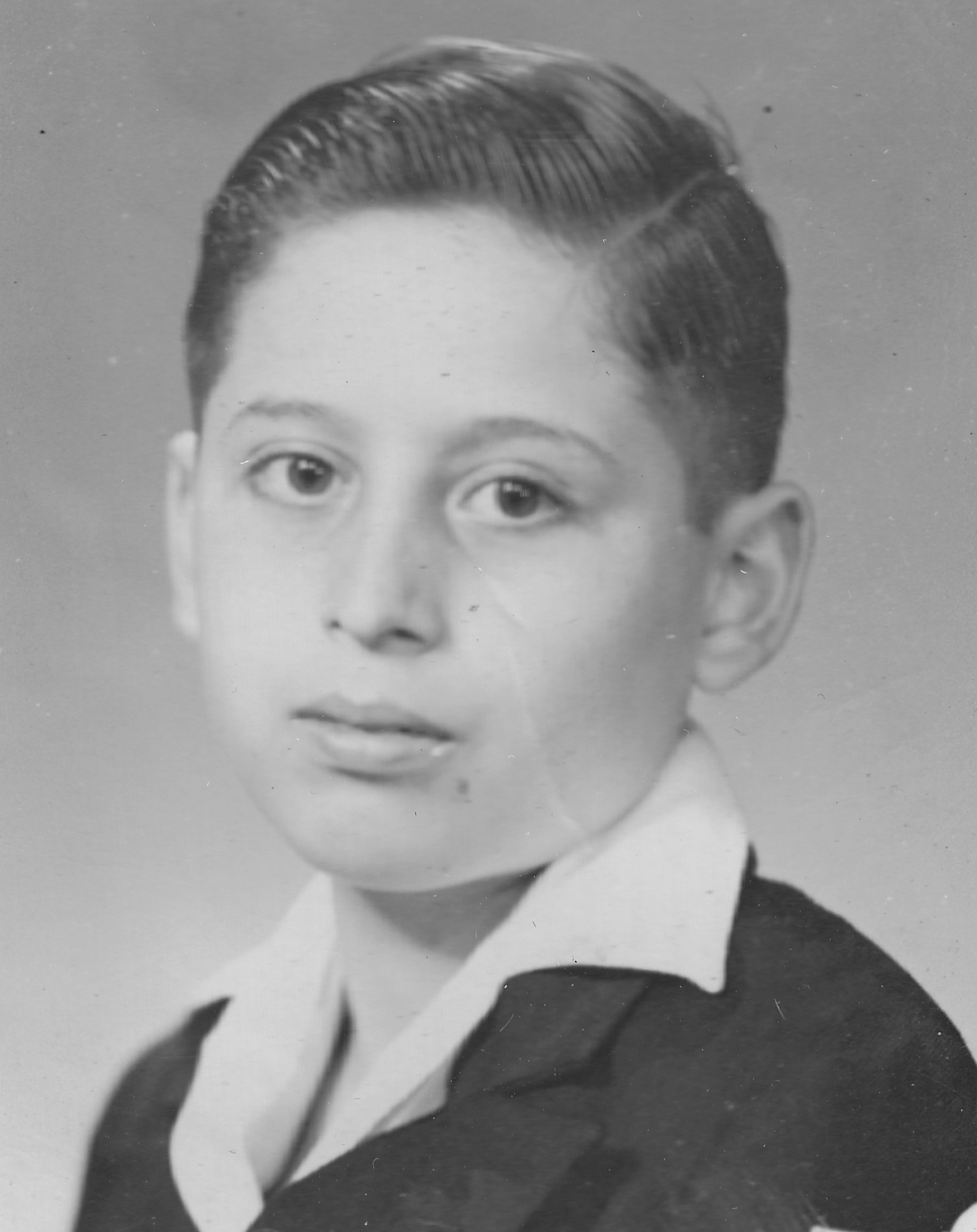
César en 1938

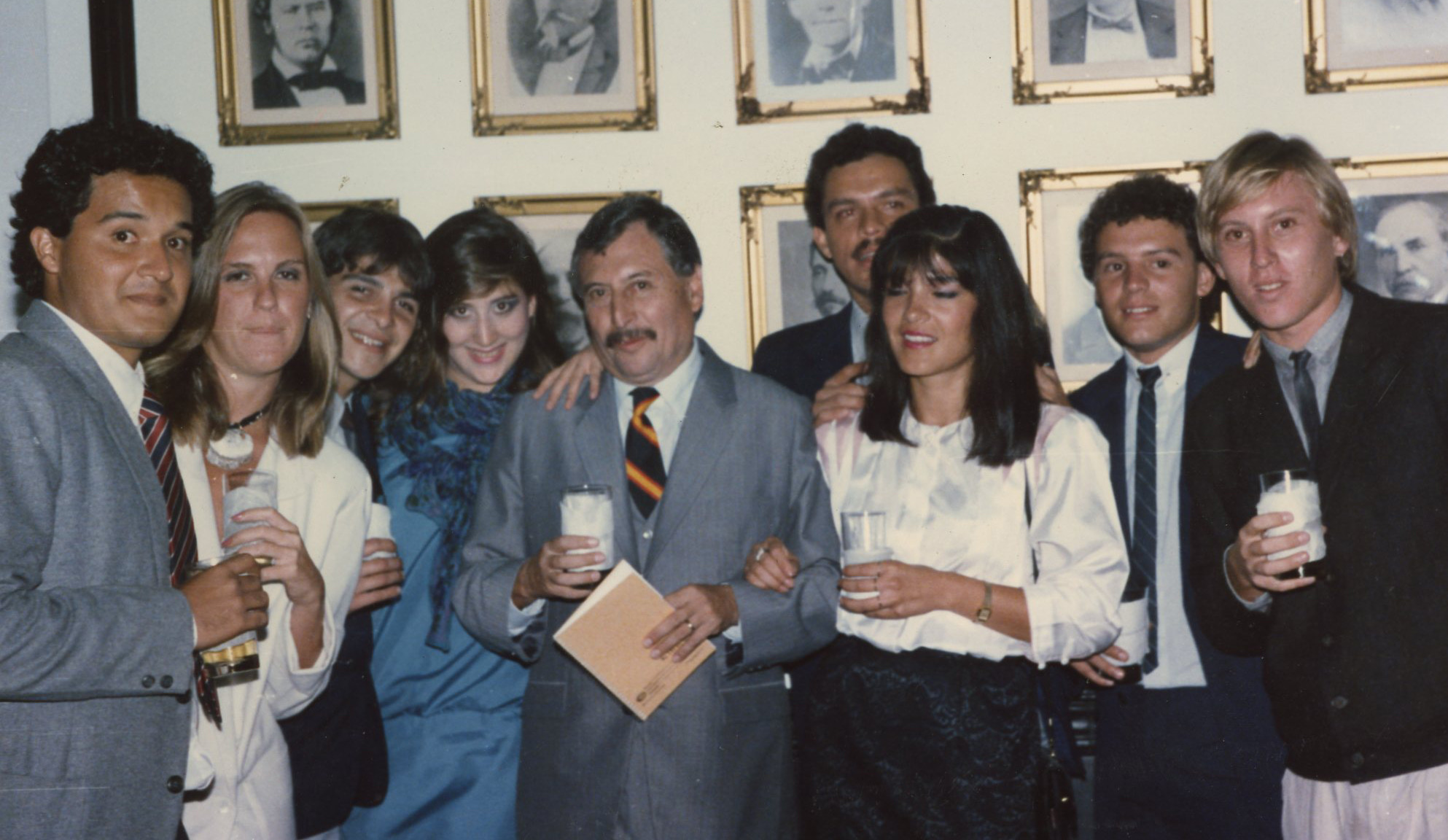
Evento en la Asamblea Legislativa

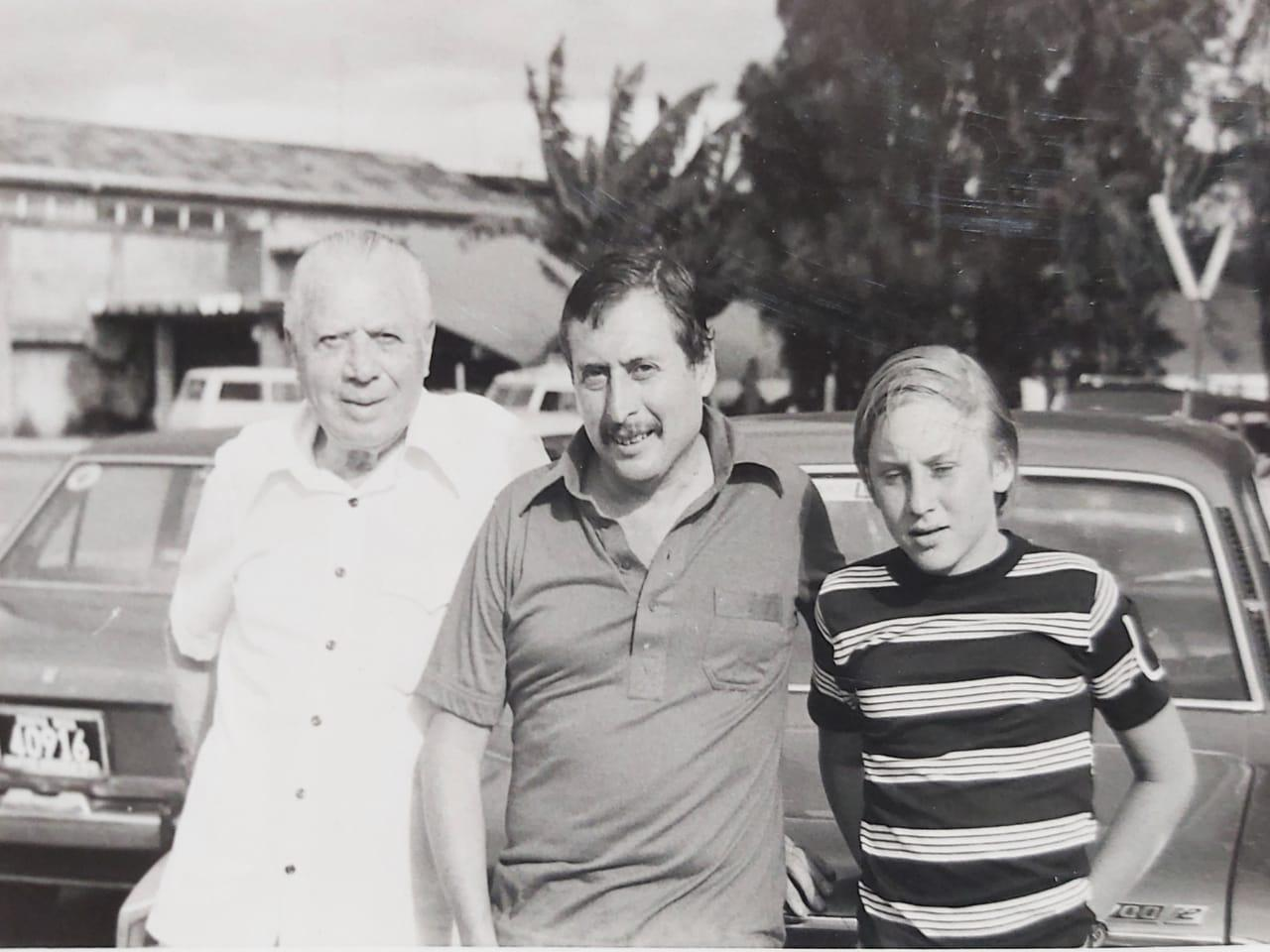
César Valverde Monestel, César Valverde Vega y César Valverde Stark; 1978

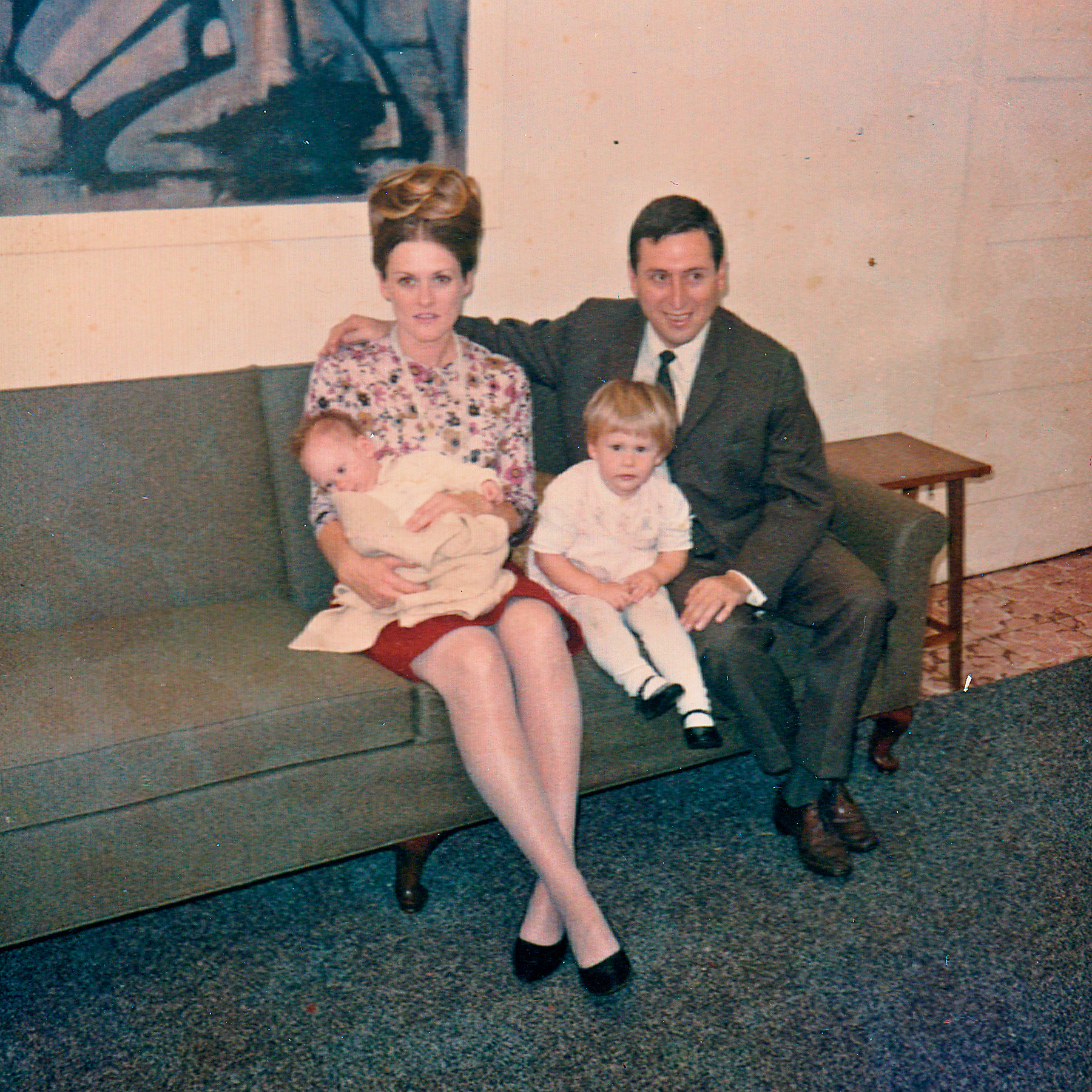
Con su esposa Dorothy e hijos.

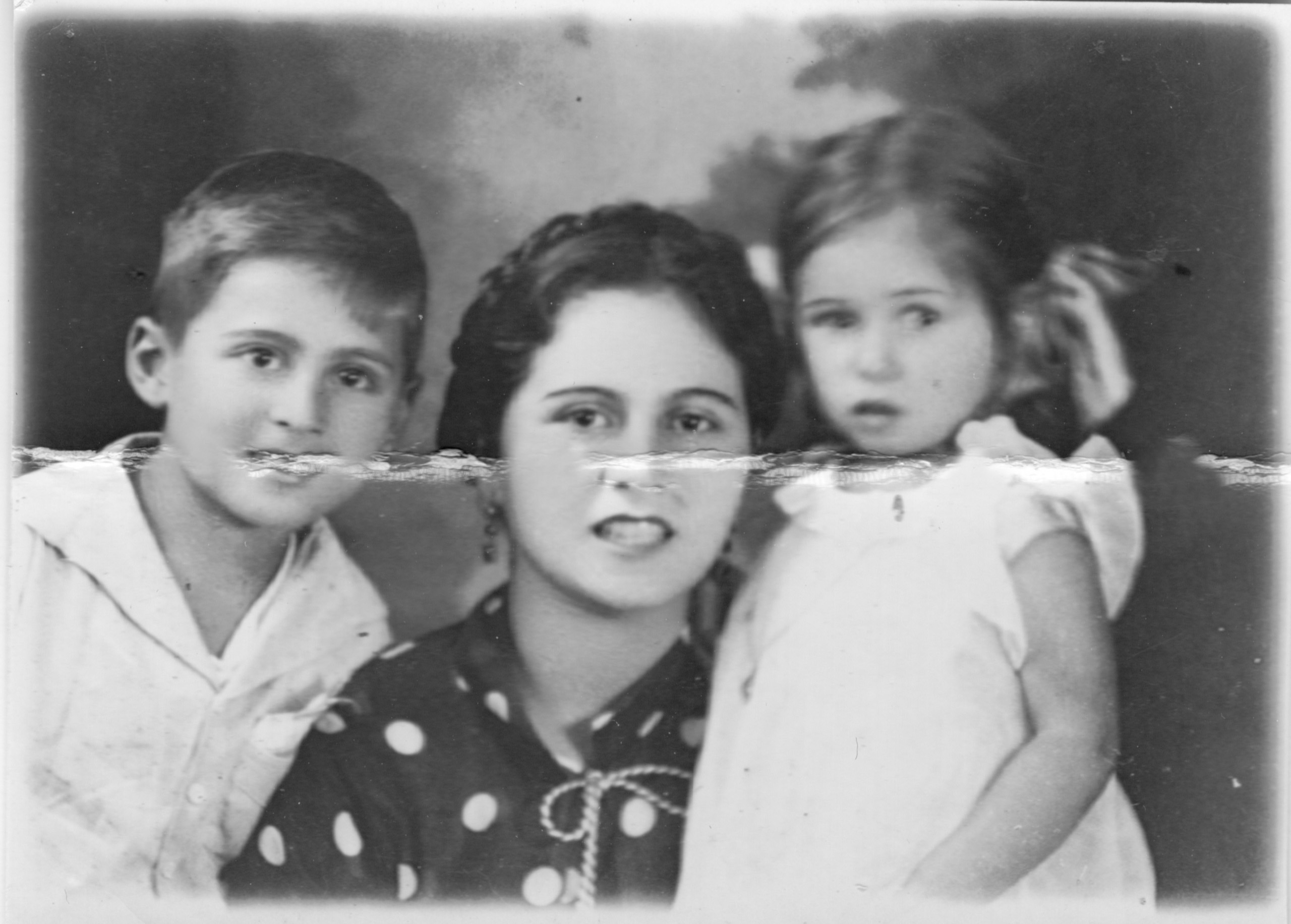
César, Hilma y Sadie

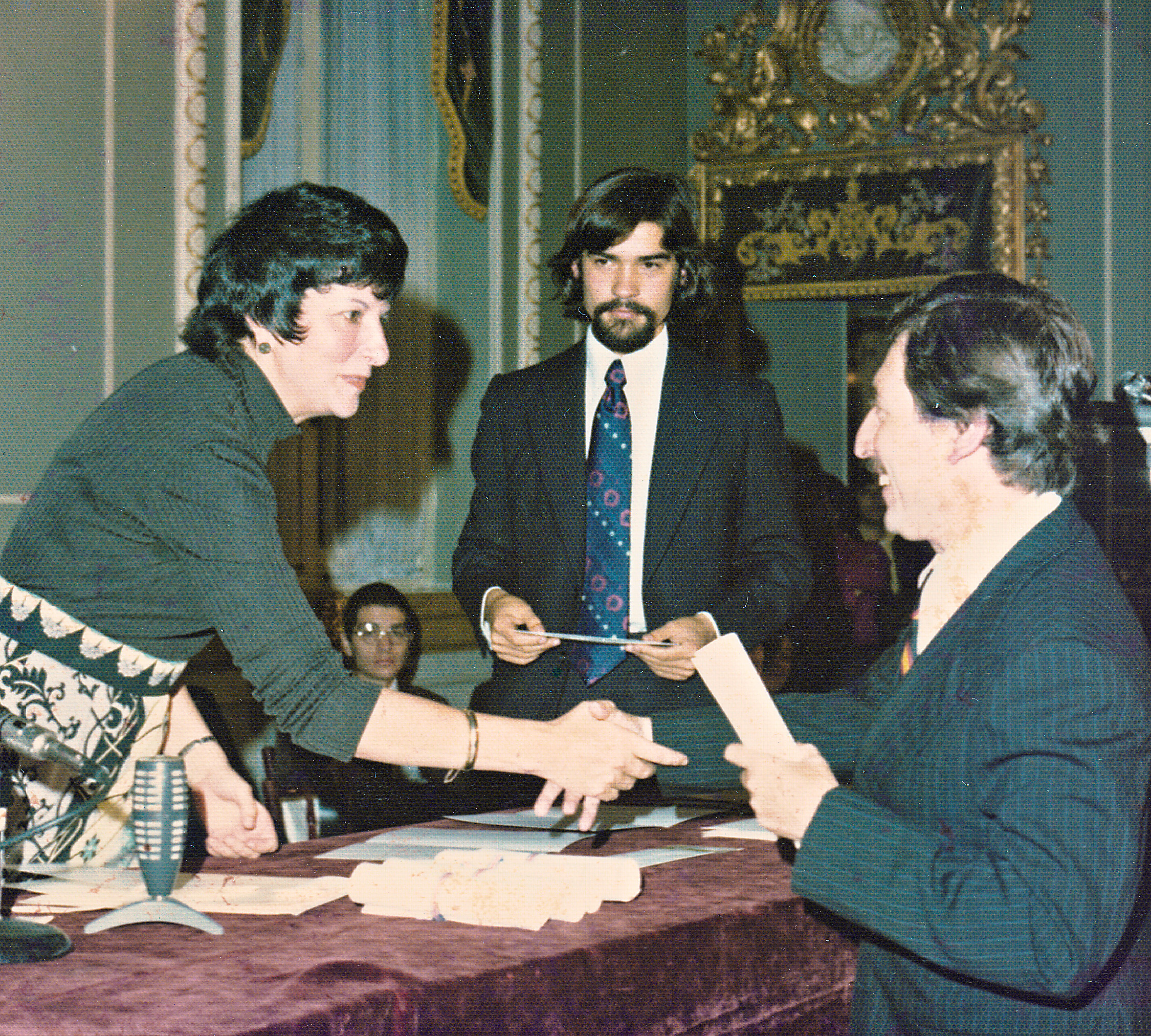
Carmen Naranjo y César

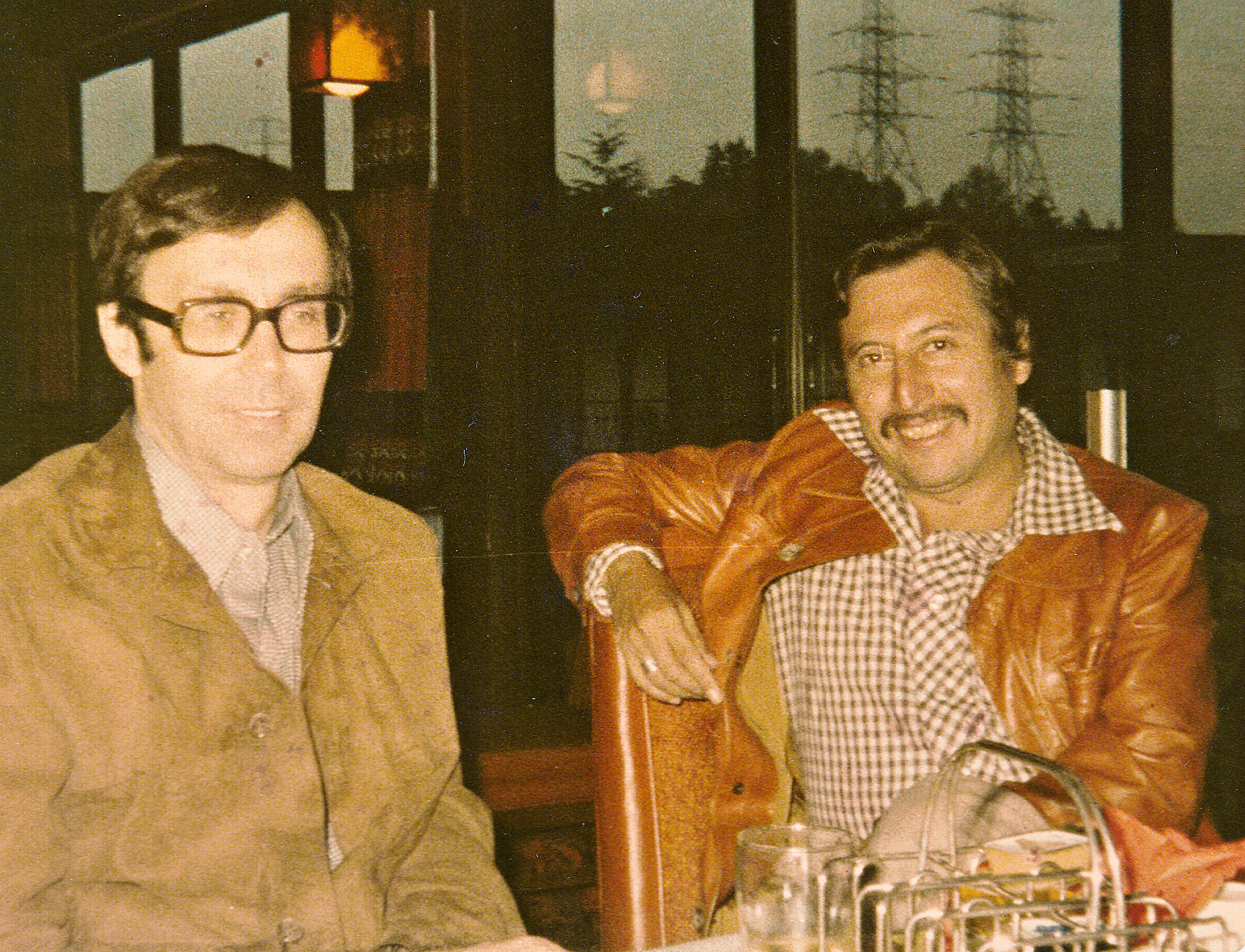
César y Evan Koblanski en Canadá

César Valverde Vega (San José, 8 de marzo de 1928 - ibídem, 3 de diciembre de 1998) fue un pintor, escritor y abogado costarricense. Además fue planificador, funcionario público y diplomático. Fue uno de los primeros muralistas de Costa Rica e integrante del Grupo Ocho, grupo de artistas costarricenses que introdujeron el arte abstracto en Costa Rica en la década de 1960, lo que generó una revolución artística en el medio nacional. Profesor y luego director de Artes Plásticas en la Universidad de Costa Rica, fue viceministro de Cultura durante la administración de Rodrigo Carazo Odio (1978-1982), recibió el Premio Nacional Aquileo J. Echeverría de pintura en tres ocasiones, y escribió varios libros, incluyendo una novela corta. Se le considera uno de los grandes maestros de la vanguardia del arte costarricense.

## Biografía
Nació en San José, Costa Rica el 8 de marzo de 1928. Sus padres fueron César Valverde Monestel y Hilma Vega Jiménez. Su padre viajó a Nueva York antes que él naciera, así que su madre y él viajaron a los Estados Unidos en 1930 para buscarle. De regreso en Costa Rica estudió la primaria en la Escuela Buenaventura Corrales y la secundaria en el Colegio Seminario, de donde se gradúa de bachiller en 1945.
En la Universidad de Costa Rica estudió la carrera de Derecho, en parte por presión de su padre, que no veía en la pintura una carrera que le sustentara. Además llevó cursos de Bellas Artes y eventualmente completó esa carrera también. Obtuvo licenciatura en derecho en la Universidad de Madrid, España, con postgrados en Administración y Desarrollo Económico en la Universidad de Mánchester, Inglaterra, y en el IEDES de L'Université de París; además estudió arte en Italia gracias a una beca en la Academia delle Belle Arti y la Scuola de Nudo Roma, en Inglaterra en la Regional School of Art de Mánchester, y en Estados Unidos en la Corcoran School of Art de Washington. Se casó con Dorothy Stark Stabler en 1962 y tuvo tres hijos (Giovanna, César y Rocío).
Trabajó varios años en la Oficina de Planificación del gobierno costarricense, antes de poder dedicarse de lleno a la pintura a partir de los años 70. Fue profesor de artes plásticas en la Universidad de Costa Rica y fungió como Director de esa escuela a mediados de los años 70.
Fue Viceministro de Cultura en el gobierno de Rodrigo Carazo de 1978 a 1982, además de desempeñar otros cargos diplomáticos como Asesor Internacional de la OEA y cónsul de Costa Rica en Canadá. Recibió el Premio Nacional de Pintura en tres ocasiones, y pintó murales en diversos lugares de la capital costarricense, entre ellos la Asamblea Legislativa, la Contraloría General de la República, el Colegio de Abogados, el Registro Nacional, la Clínica Dr. Marcial Rodríguez, el Banco Anglo, el Museo del Jade y la UACA.

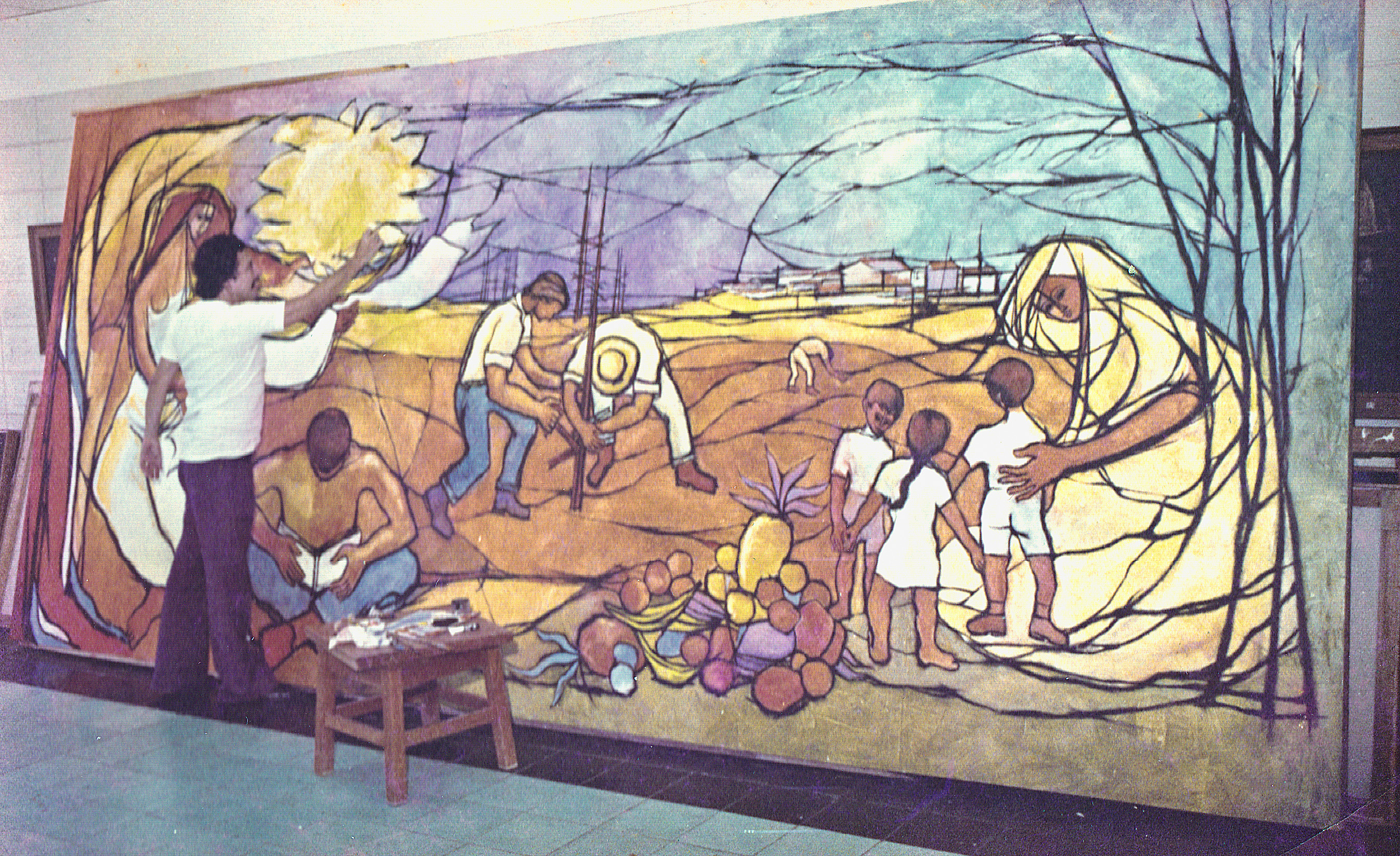
Mural de la Asamblea Legislativa

Valverde publicó varios libros, siendo el primero Los murales de César Valverde (L'Atelier, 1990), sobre su obra; una novela corta: La feliz indolencia (Editorial Costa Rica, 1982) y tres libros de ensayos: Más en broma que en serio (Editorial Costa Rica, 1977); Ensayos para pensar o sonreír (Ministerio de Cultura, Juventud y Deportes, 1982); y Sonreír otra vez (Juricentro, 1990).
Falleció por peritonitis en 1998, el mismo año que otros artistas renombrados de Costa Rica como Francisco Zúñiga, Francisco Amighetti y Luis Daell.

## Obra

### Artes plásticas
En mi pintura la mujer ha sido una constante. La forma femenina representa el género humano y sus formas me permiten resolver plásticamente mi ideal de la belleza.
César Valverde Vega

César Valverde Vega fue uno de los integrantes del Grupo Ocho, movimiento artístico que en la década de 1960 introdujo el arte abstracto en Costa Rica. Dicho grupo estaba compuesto por seis pintores (Valverde, Luis Daell, Harold Fonseca, Rafael Ángel García, Manuel de la Cruz González y Guillermo Jiménez Sáenz) y dos escultores (Néstor Zeledón Guzmán y Hernán González Gutiérrez). Este movimiento permitió un despertar del ambiente plástico en Costa Rica y tuvo una dura tarea en lograr que el público comprendiera y aceptara el arte contemporáneo.

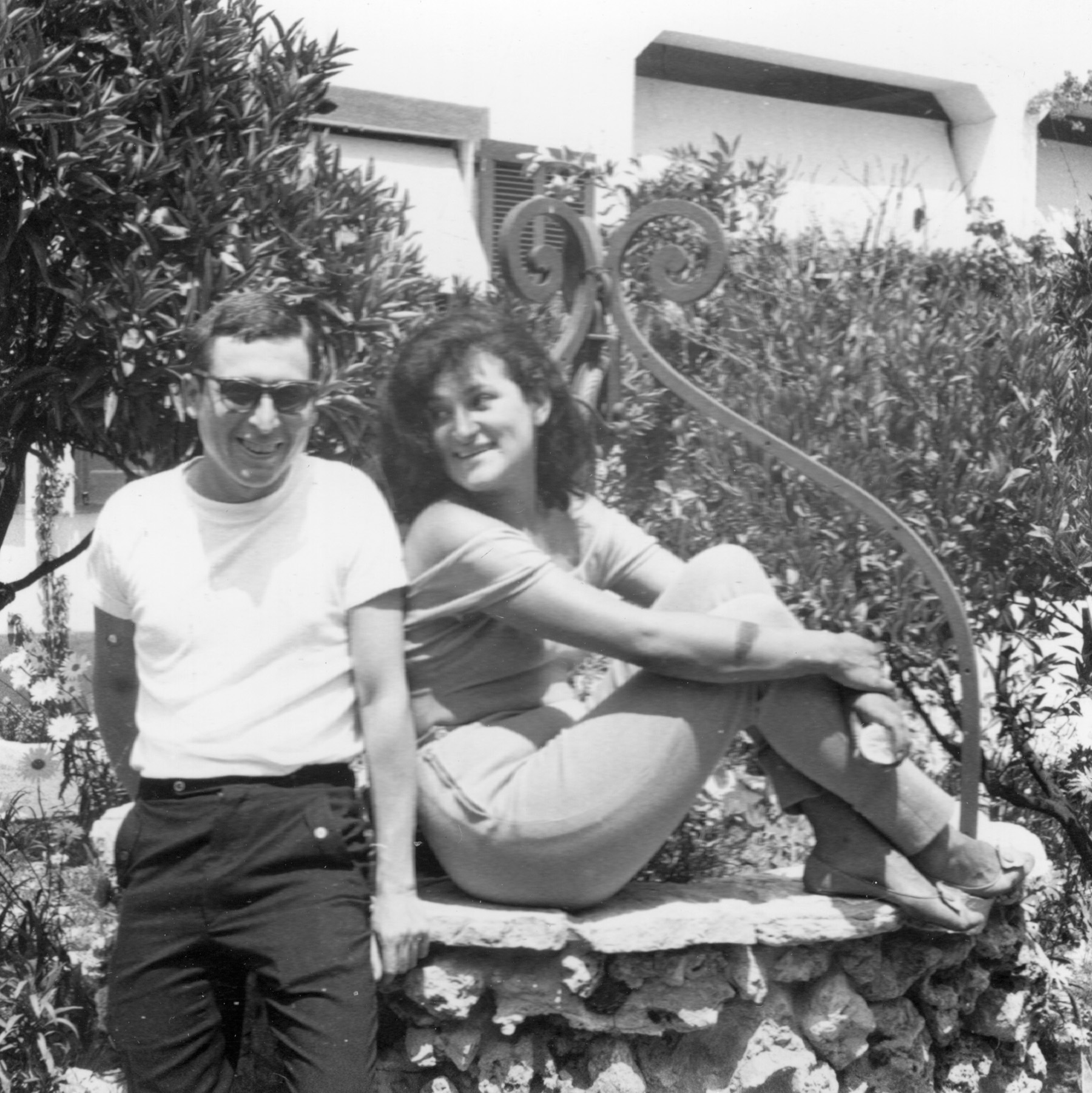
Con Julita Cortés

La obra de Valverde se inició con la técnica del óleo, además de utilizar técnicas mixtas y serigrafías, centrando su expresión artística en la parte estética, de modo que las pinturas irradian orden, medida y ritmo consciente, buscando el ideal de belleza en contraposición a lo real y desagradable. Dentro de su actividad artística, la temática femenina fue una constante. Su obra pictórica mural es de gran relevancia. Valverde consideraba que el arte era patrimonio del pueblo, de modo que todos los costarricenses debían tener acceso al mismo, de allí la abundancia de sus frescos en varios muros de edificios públicos de Costa Rica.

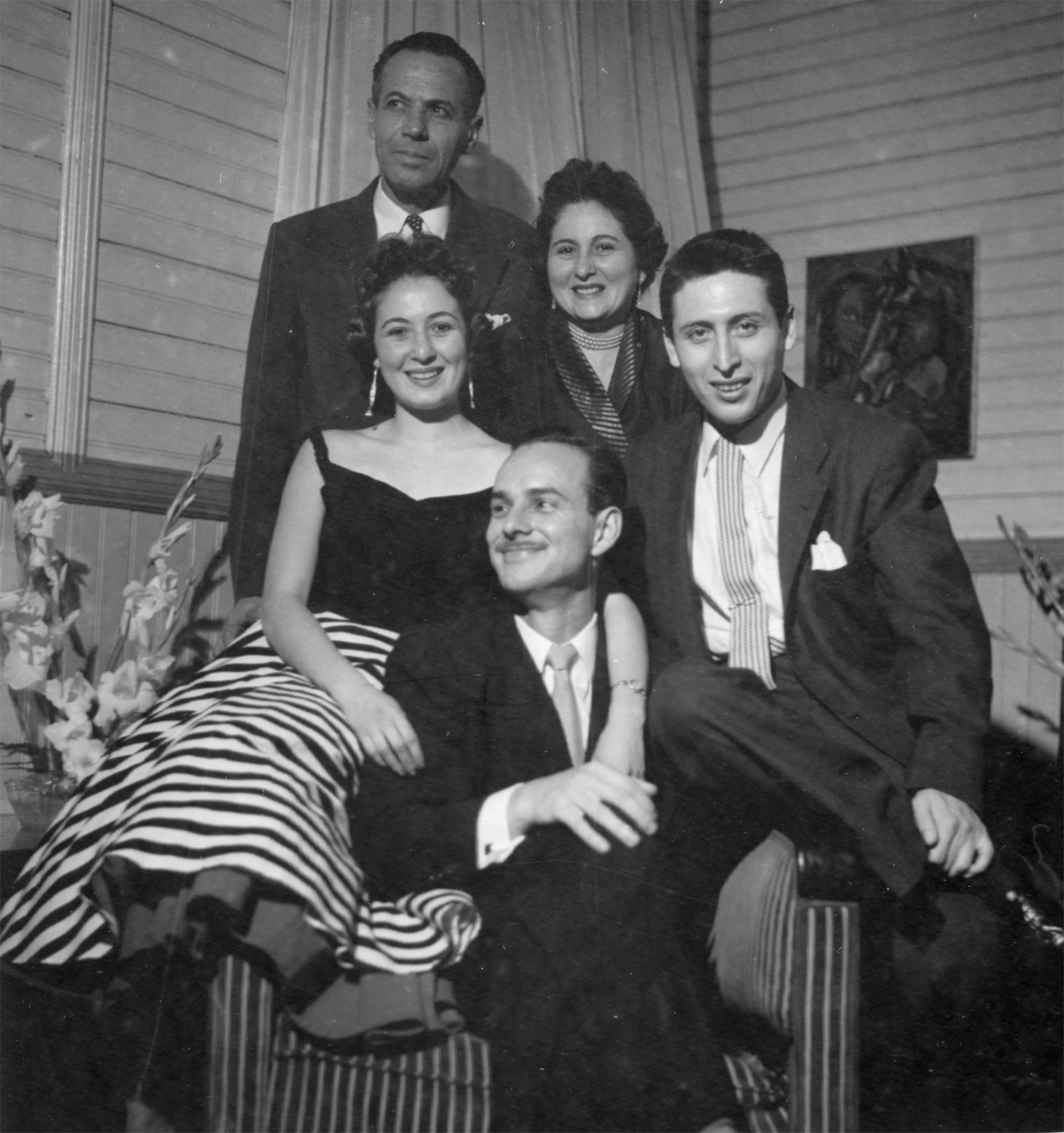
Sus padres, hermana y cuñado

Su labor como artista le deparó 11 premios nacionales e internacionales, entre ellos la Orden Cleto González Víquez del Concejo de San José (1997), que además le declaró Hijo Predilecto de la ciudad de San José, el premio Internazionales D'Arte e Cultura de Roma (Italia, 1994), el Premio Nacional de Pintura en tres ocasiones (1969, 1974 y 1984) y el premio Áncora (1980).

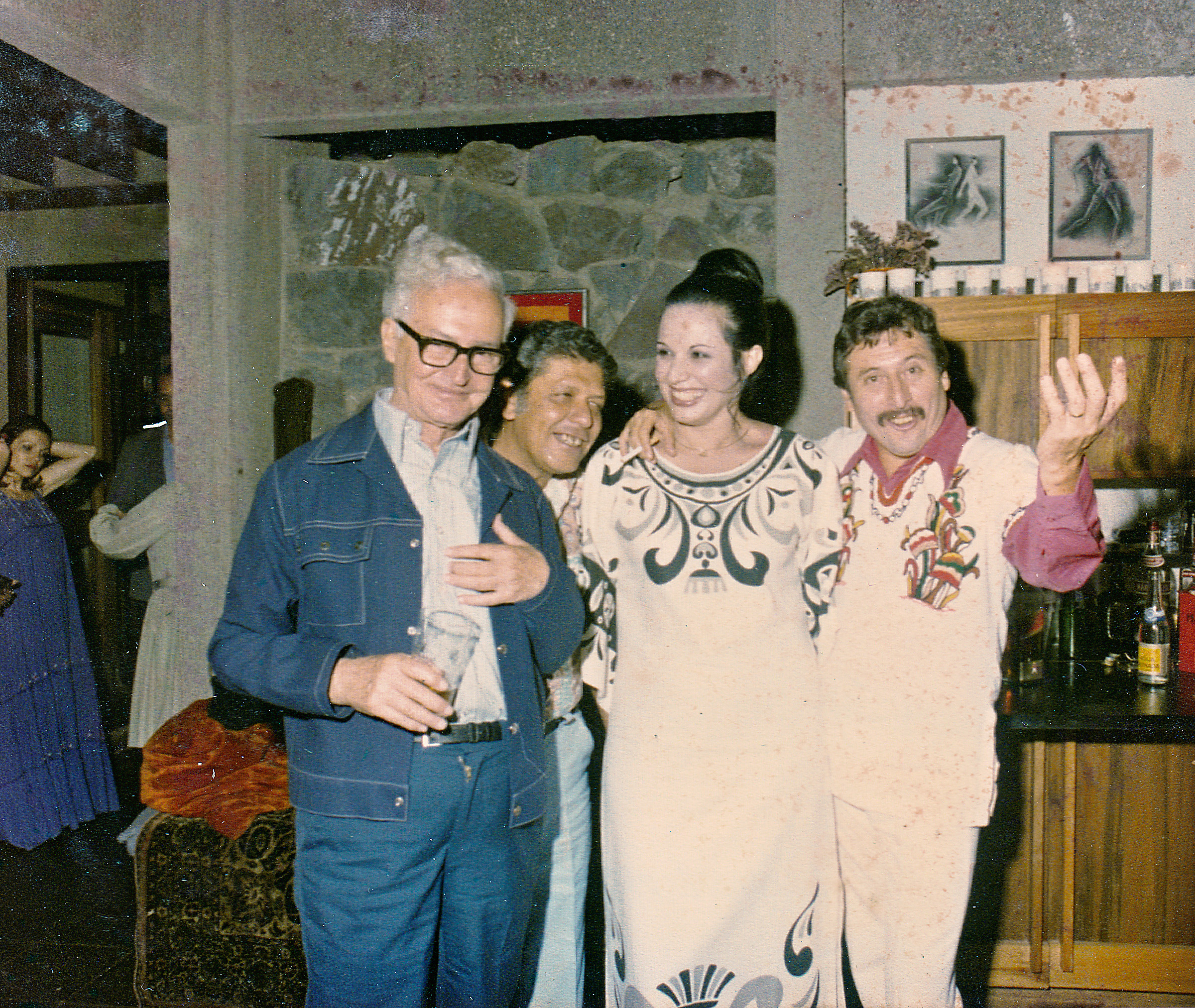
Paco Amighetti, Luis Daell y César

Realizó exposiciones de sus obras en el Museo Nacional de Bogotá, Colombia, el Palacio Iturbide en México, los Museos del Banco Central en Costa Rica, la Miraflores Art Gallery de Nueva York y la Casa Argentina en Roma.

### Literatura

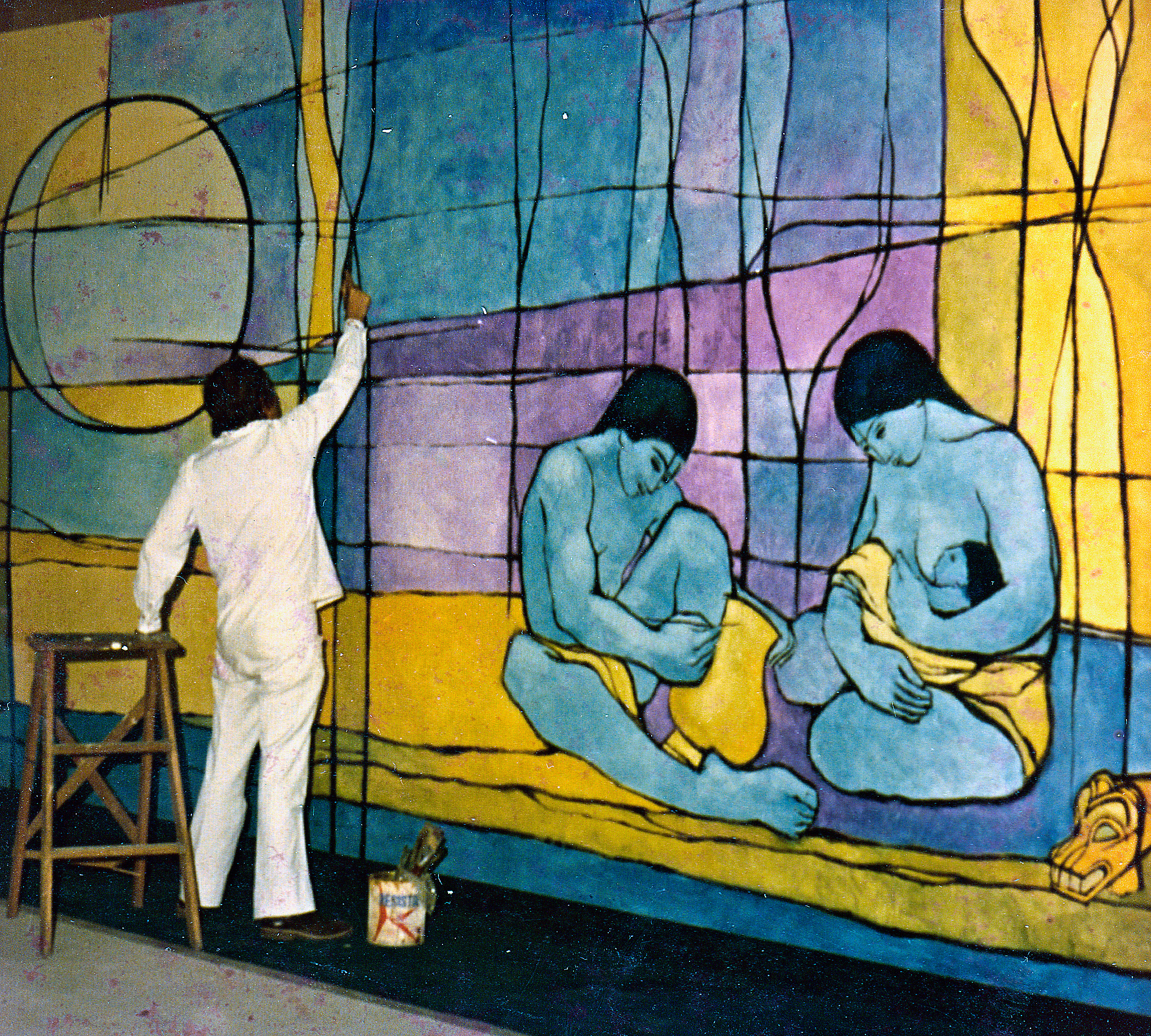
Mural del Museo del Jade

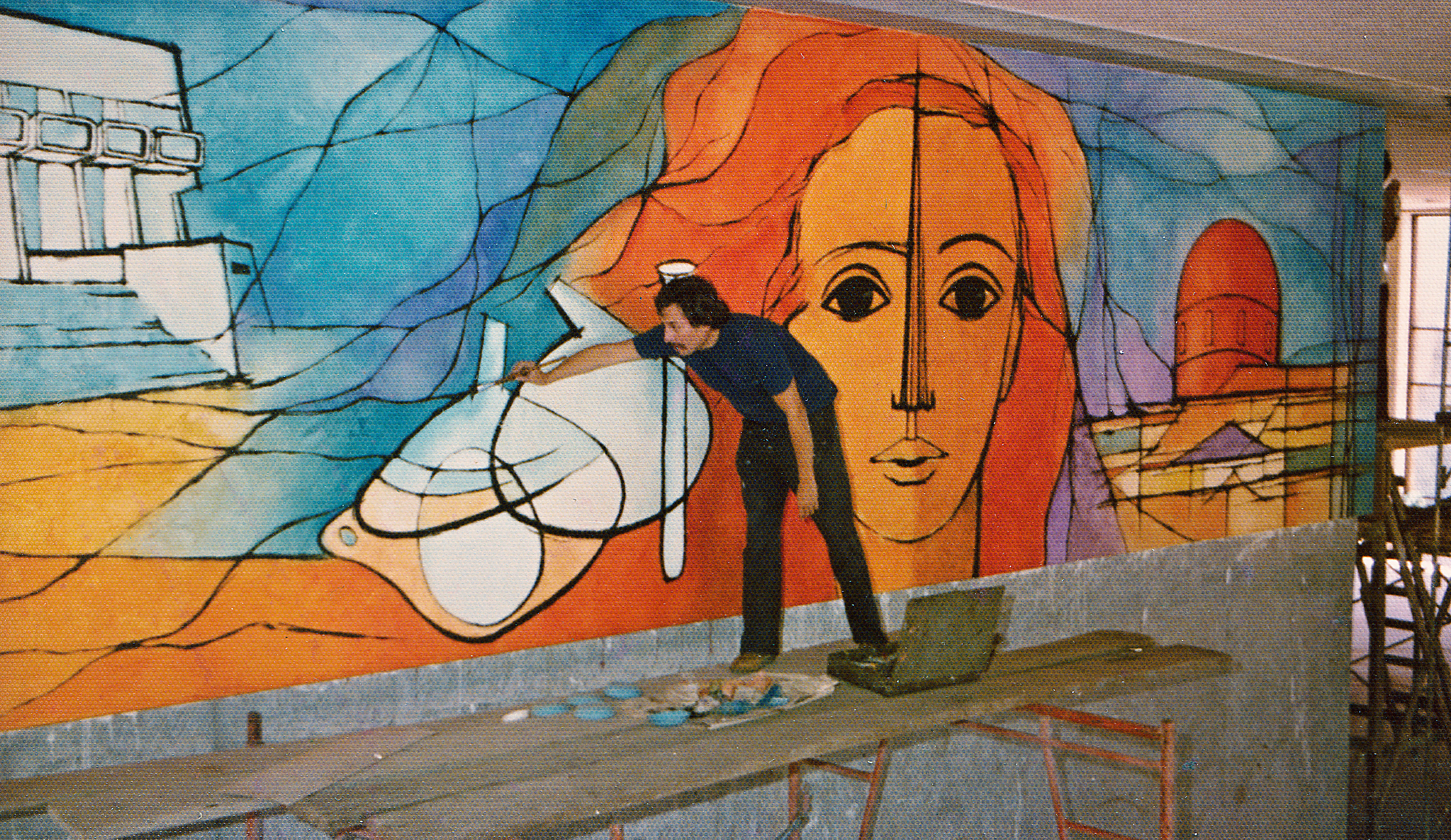
Mural de Alajuela

Los temas de sus libros son la amenidad y los problemas de la cotidianidad. Se definió como admirador de Franz Kafka, Fiodor Dostoievski y Albert Camus. Su única novela fue "La feliz indolencia", publicada en 1982, sobre un personaje aventurero tanto en el amor como en lo profesional, trata sobre la búsqueda de la identidad en un mundo superficial. Sus ensayos son recopilaciones de diversas publicaciones en la sección de opinión del diario La Nación, del que fue colaborador.

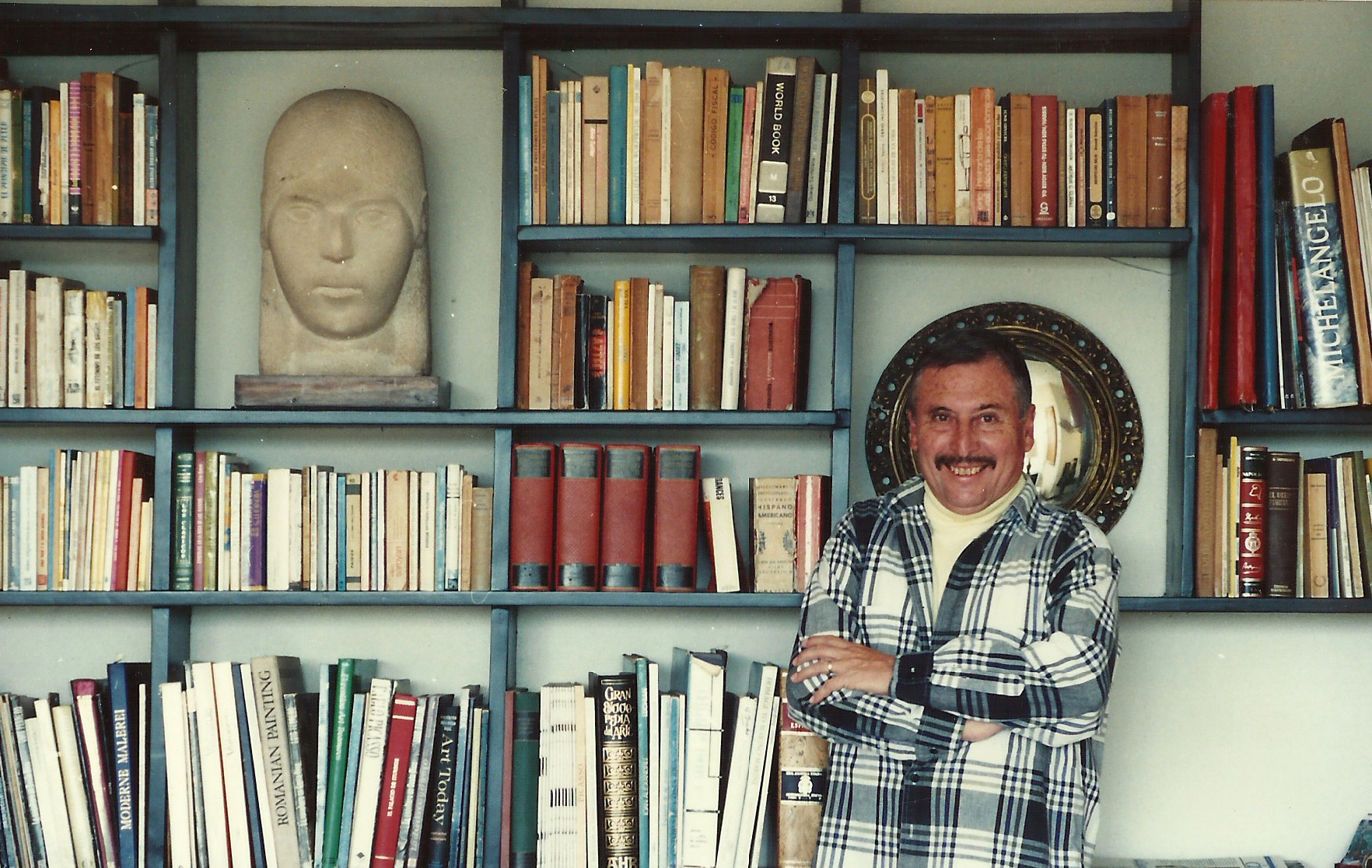
En su casa de barrio Escalante

## Referencias

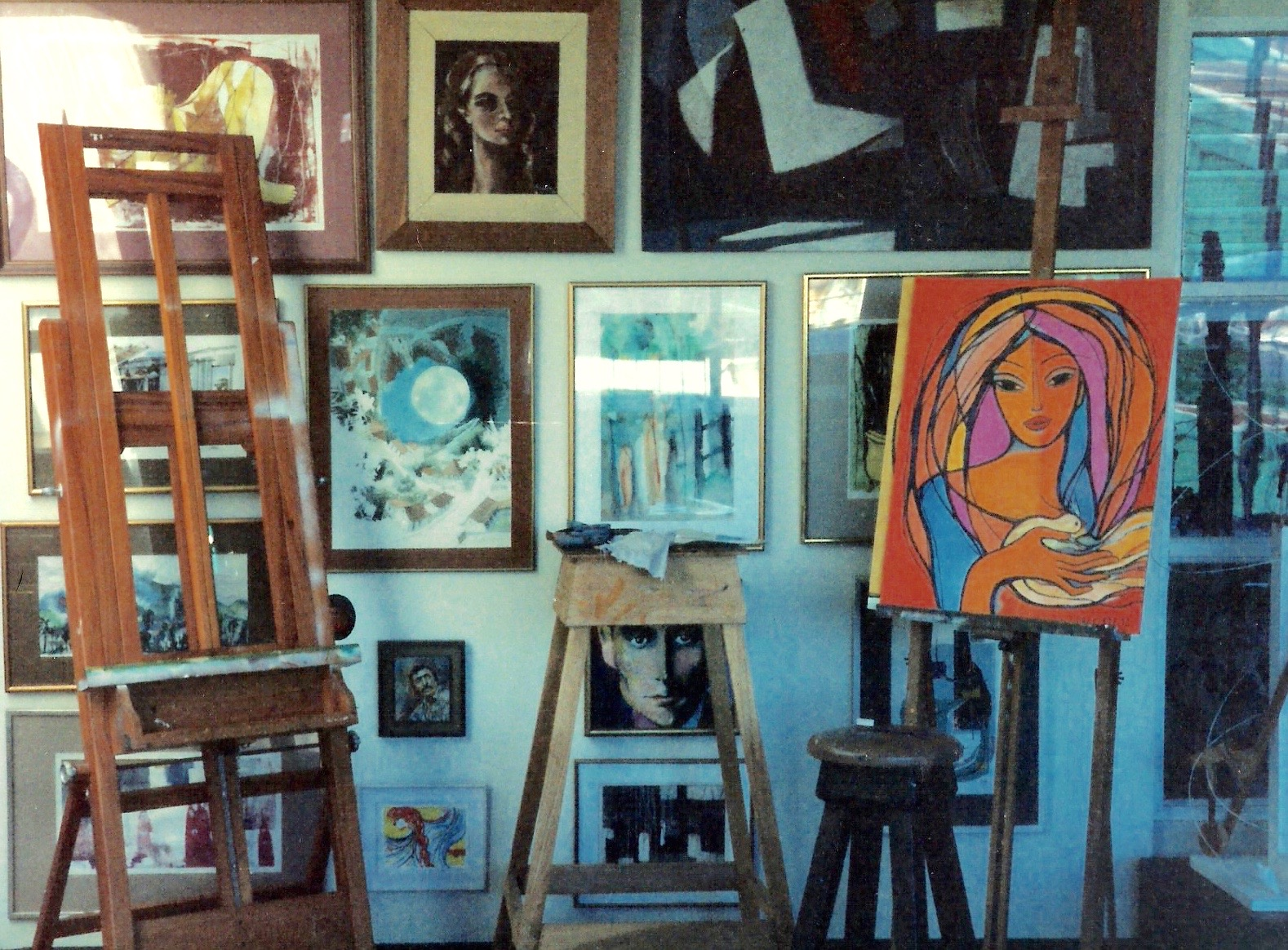
Su estudio

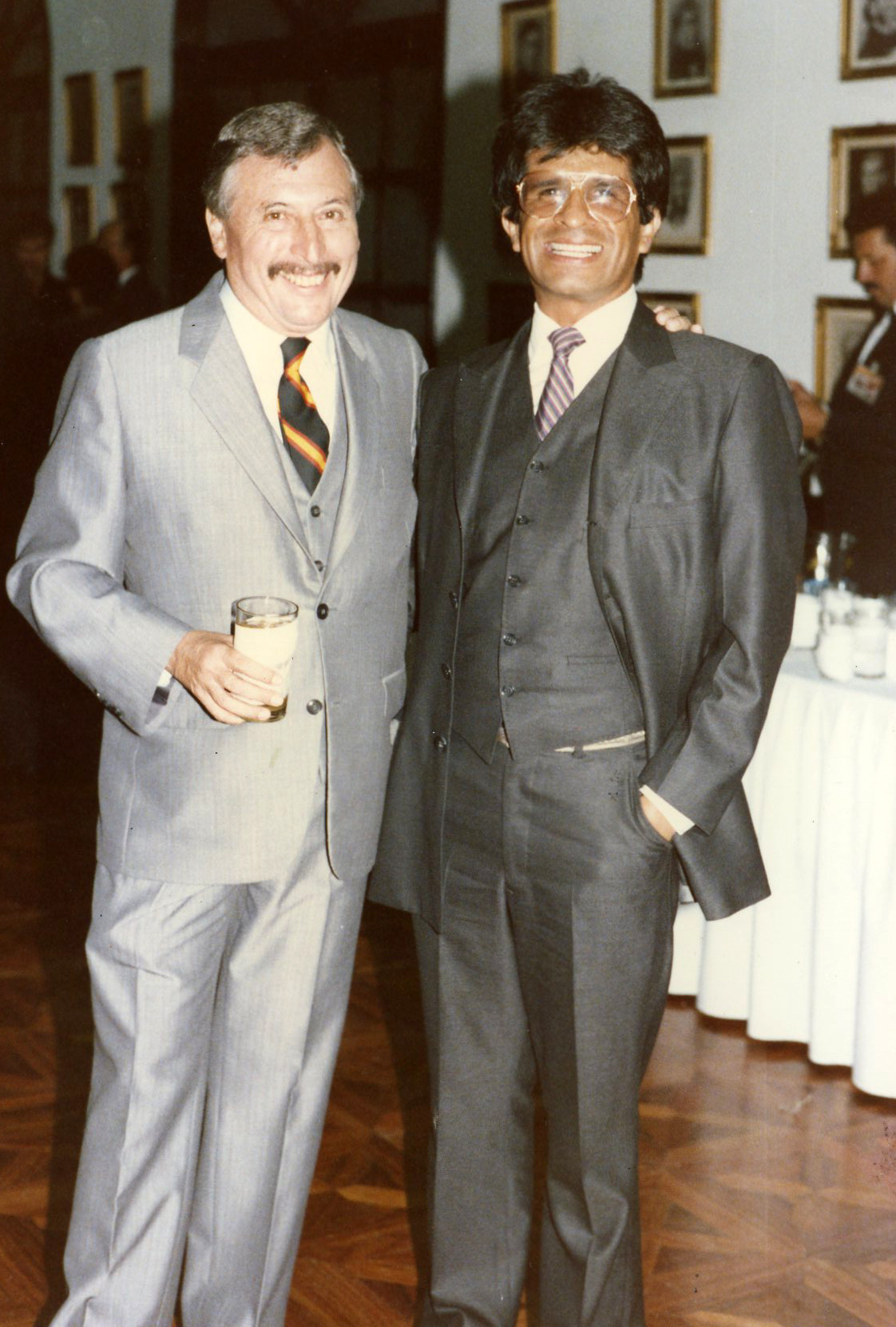
Con Chakiris en la Asamblea Legislativa

## Enlaces externos

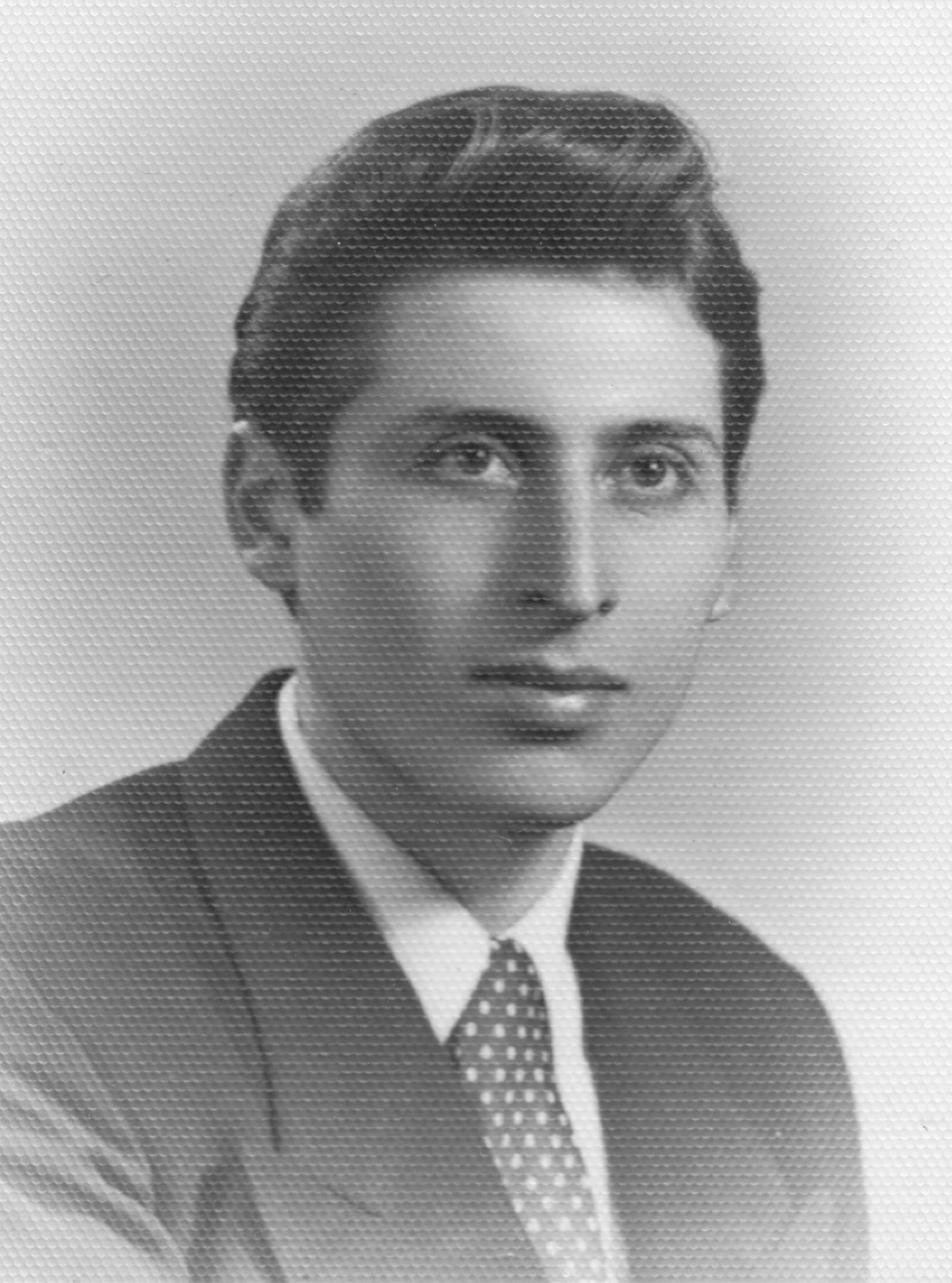
César en 1950